# Davidsolvon
Davidsolvon, Viburnum davidii är en desmeknoppsväxtart som beskrevs av Adrien René Franchet. Viburnum davidii ingår i släktet olvonsläktet, och familjen desmeknoppsväxter. Inga underarter finns listade i Catalogue of Life.

## Bildgalleri

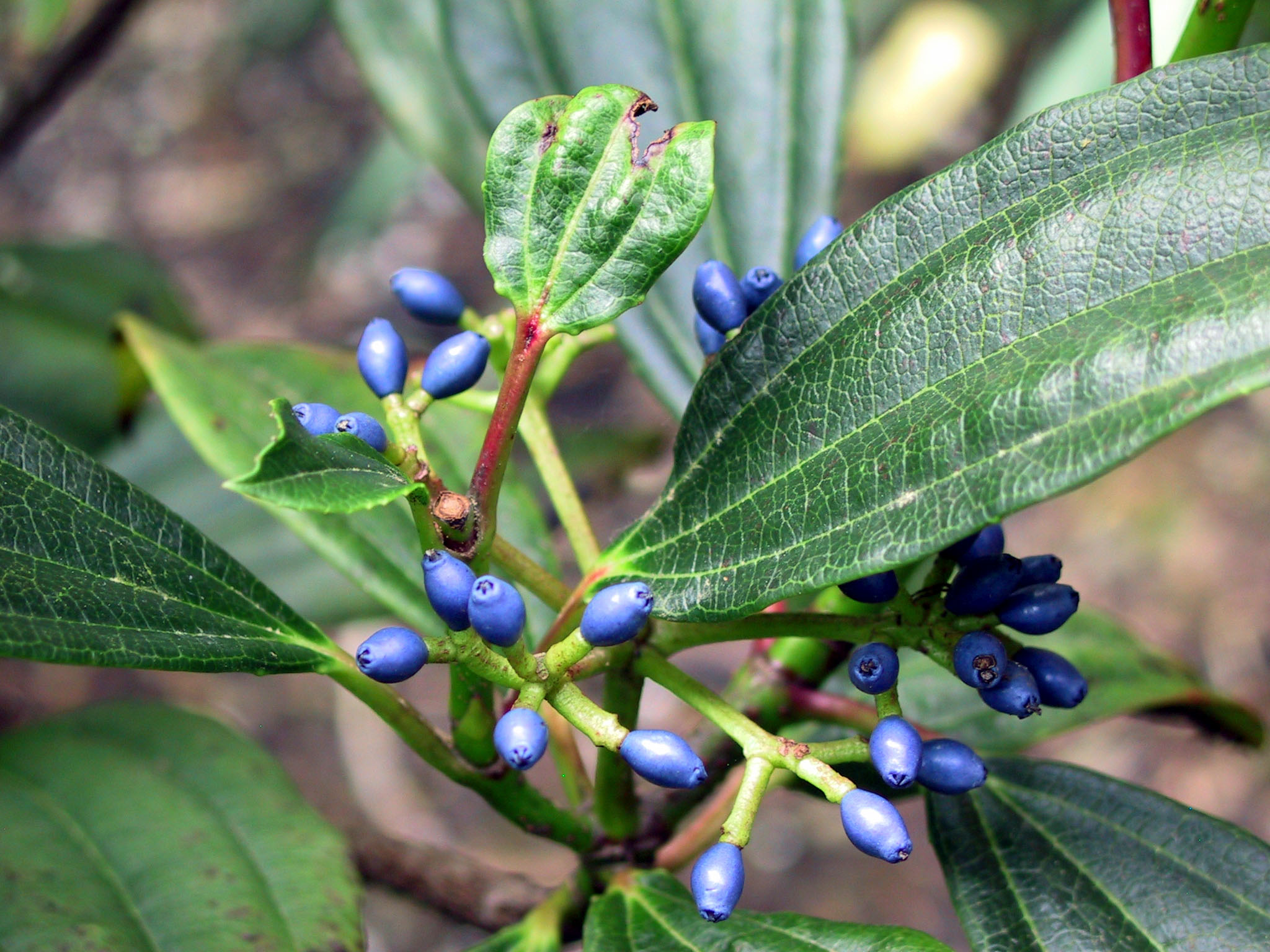